# لويس ماهوني
لويس ماهوني (بالإنجليزية: Louis Mahoney)‏ هو ممثل غامبي، ولد في 8 سبتمبر 1938 في غامبيا.

## أعمال

### أفلام
- (2013) القبطان فيليبس

## وصلات خارجية
- لويس ماهوني على موقع IMDb (الإنجليزية)
- لويس ماهوني على موقع ميوزك برينز (الإنجليزية)
- لويس ماهوني على موقع قاعدة بيانات الفيلم (الإنجليزية)